# Yolel II
Yolel II est une localité du Cameroun située dans l'arrondissement de Bogo, le département du Diamaré et la région de l’Extrême-Nord. Elle fait partie du lawanat de Bogo-Sud.

## Population
En 1975, la localité comptait 66 habitants, 60 Peuls et 6 Massa.
Lors du recensement de 2005, on y a dénombré 4 personnes.